# 上帕镇
上帕镇，是中华人民共和国云南省怒江傈僳族自治州福贡县下辖的一个乡镇级行政单位，人口2.6075万（2000年）。

## 行政区划
上帕镇下辖以下地区：
上帕社区、上帕村、达友村、达普洛村、施底村、珠明林村、腊竹底村、双米底村、季子洛村、腊务村、古泉村、木古甲村和腊吐底村。